# Pleurothallis conicostigma
Pleurothallis conicostigma är en orkidéart som beskrevs av Carlyle August Luer. Pleurothallis conicostigma ingår i släktet Pleurothallis och familjen orkidéer. Inga underarter finns listade i Catalogue of Life.